# Smallville (ville fictive)
Pour l’article homonyme, voir Smallville.
Smallville (de l'anglais signifiant littéralement « petite ville ») est une ville fictive appartenant à l'univers de la bande dessinée Superman parue dans les DC Comics depuis 1949.
Située dans l'État du Kansas dans le Midwest, le grenier à blé des États-Unis, c'est la ville où Superman a grandi.

## Histoire
La planète Krypton est condamnée à l'annihilation. Le scientifique Jor-El et sa femme Lara envoient leur fils, Kal-El, sur Terre, une planète où il aura le plus de chance de survivre grâce à l’absorption des radiations du Soleil.
Le vaisseau de Kal-El atterrit (ou s'écrase selon les versions) dans un champ près de Smallville, une bourgade tranquille du Kansas. Alerté par l'explosion et le cratère laissé par la navette, Jonathan et Martha Kent, un couple de fermiers modestes, recueillent l'enfant et cachent le vaisseau dans une grange (ou un abri anti-tornade selon les versions). Ils décident de baptiser le jeune garçon « Clark » et l'élèvent comme leur propre fils, conscients de ses origines extra-terrestres.
Clark passe la plus grande partie de son enfance à Smallville, élevé dans les valeurs de ses parents adoptifs. Il étudie au lycée Smallville High School où il est ami avec Pete Ross et Lana Lang. Le journal du lycée et les bulletins sportifs lui permettent de développer son goût pour le journalisme. Selon les versions, c'est à Smallville que Clark fait la connaissance de Lex Luthor, son futur antagoniste. Clark quite Smallville pour s'établir à Métropolis et devenir Superman. Il continue de rendre visite à ses parents adoptifs de temps à autre.
- Dans les films Superman, Superman 3 et Superman 4, Smallville est une bourgade typique de l'Amérique rurale des années 1960 à 80.

- Dans la série télévisée Smallville, les protagonistes font des aller-retour fréquents entre Metropolis et Smallville, ce qui laisse à penser que la bourgade est proche de la grande métropole (les gratte-ciels sont parfois visibles à l'horizon de Smallville selon les épisodes). Smallville est le théâtre de phénomènes étranges après la chute de météorites radioactives accompagnant le vaisseau de Kal-El. Ce dernier y combat de nombreux adolescents aussi forts que lui.

- Smallville apparaît dans Man of Steel, un film qui se concentre sur les nouvelles origines de Superman.